# Guerra mameluco-portuguesa
La guerra mameluco-portuguesa fou un conflicte bèl·lic entre el Soldanat Mameluc i Portugal que tingué lloc al mar Roig entre els anys 1515 i 1517.

## Antecedents
El 1487, Bartolomeu Dias va rodejar el Cap de Bona Esperança, i el 1498, Vasco da Gama va arribar a Calicut (actual Kozhikode) a l'Índia i va establir els primers assentaments portuguesos en aquest subcontinent, especialment en la Costa Malabar (Kerala) i en el Gujarat). El Descobriment de la ruta marítima a l'Índia al voltant de l'Àfrica i la resta d'Àsia va obrir enormes oportunitats de comerciar per a Portugal, el qual no va desaprofitar l'oportunitat i es va moure agressivament en establir assentaments comercials i bases fortificades per controlar aquest comerç.

## La guerra
El novembre del 1505 Qànsawh al-Ghawrí, soldà del Soldanat Mameluc va enviar una flota al Sultanat de Gujarat manada per Husayn Mushrif al-Kurdi en ajut de Mahmud Xah I Begra Gudjarati. Es va fer forta a Djedda i va construir una fortalesa a l'illa Kamaran prop de l'estret de Bab al-Màndeb per impedir l'entrada dels portuguesos a la mar Roja.
El 1506 Lourenço de Almeida va derrotar el samorin de Calicut en la batalla de Cannanore. A principis de 1508, amb una flota de vuit vaixells, navegà fins a Chaul per protegir els vaixells de Cochin i Cannanore, i el gener del 1508 foren derrotats per mamelucs i gujaratis en la batalla de Chaul en què Almeida va morir. El 3 de febrer de 1509 la flota mameluca, auxiliada per gujaratis i naus del samorin de Calicut, va patir una derrota a la batalla de Diu i, en quedar destruïda en part, hagué de retirar-se de l'oceà Índic.
Selman Reis va ser l'inspirador de la construcció d'un arsenal i una flota dels mamelucs a Suez. Amb la conquesta d'Ormuz, els lusitans tenien en el seu poder el Golf Pèrsic. Un intent de conquerir Aden el 1510 no reeixí i obligà els portuguesos a retirar-se. El febrer de 1513, mentre Mateus estava a Portugal, Afonso de Albuquerque salpà cap al mar Roig amb una flota de 1.000 portuguesos i 400 malabars amb la missió de garantir el domini del mar per Portugal. Prendre la desèrtica illa de Socotra es revelà ineficaç per controlar l'entrada al mar Roig i fou abandonada, i, sabent que mamelucs estaven preparant una segona flota a Suez, va voler avançar abans que arribessin els reforços procedents d'Aden. Assetjà la ciutat. però les seves fortificacions feren que, després de mig dia de ferotge batalla, Albuquerque es veiés obligat a retirar-se.
Qànsawh va nomenar Husayn Mushrif com a governador de Djedda i va ordenar enviar un exèrcit de mamelucs reials per protegir la flota en construcció. El 1515 hi havia a Suez una flota otomana amb dos mil homes manats per Selman Reis que cooperava amb Husayn Mushrif en una expedició contra els portuguesos quan es va iniciar la guerra entre mamelucs i otomans que va provocar la caiguda del sultanat i la incorporació del Llevant, Egipte i l'Hijaz com a províncies de l'Imperi. La flota mameluca va assetjar Aden en 1516 en poder d'un governador dependent de Zabid, però l'atac va fracassar i Selman Reis va marxar a Djedda per impedir-hi un atac portuguès.

## Conseqüències
La victòria a la batalla de Diu va permetre a Portugal dominar el Mar Roig i controlar la ruta de les espècies. Els otomans, per la seva banda, maldaren per aturar l'expansió portuguesa a l'oceà Índic.